# The Saga so Far
The Saga so Far is de naam van het negende album van de IJslandse funk-/fusion-band Mezzoforte uit 1985. Het is een compilatie-album in een gelimiteerde oplage voor het Verenigd Koninkrijk en bevat voornamelijk nummers die al eerder op albums waren verschenen. De meeste nummers zijn voorzien van extra elektronische drumbeats en synthesizer-effecten. De derde track "Taking off" is een vocale versie van het instrumentale nummer "Take off", dat op het voorgaande album Rising staat. De zevende track "This is the night" is een nummer met zang van de Britse zanger Noel McCalla, die ook deel uitmaakte van Manfred Mann's Earth Band. Het nummer verscheen ook als single, maar kwam niet in de Nederlandse hitlijsten terecht. Ook het album No Limits dat hierna uitkwam bevat tracks met Noel McCalla.

## Tracks
1. "Surprise" E. Gunnarsson - 1:29
2. "Garden Party" E. Gunnarsson - 5:44
3. "Taking off" E. Gunnarsson/C. Cameron - 5:43
4. "Spring fever" F. Karlsson - 4:04
5. "Danger/High Voltage" E. Gunnarsson/J. Asmundsson - 4:03
6. "Gazing at the clouds" K. Svavarsson - 1:29
7. "This is the Night" F. Karlsson/G. Briem - 4:58
8. "Funksuite No. 1" Mezzoforte - 4:21
9. "Midnight sun" E. Gunnarsson - 4:26
10. "Rockall" F. Karlsson - 4:55
11. "Dreamland" F. Karlsson - 4:45

## Bezetting

### Vaste bandleden
- Friðrik Karlsson - gitaar, gitaarsynthesizer
- Eyþór Gunnarsson - toetsen, synthesizer
- Jóhann Ásmundsson - basgitaar
- Gulli Briem - drums, drummachine op track 3
- Kristinn Svavarsson - saxofoon op de tracks 1, 2, 4, 6, 8, 9 en 10
- Björn Thorarensen - toetsen op de tracks 5 en 11

### Gastmuzikanten
- Louis Jardim - percussion op de tracks 1, 2, 8 en 10
- Chris Cameron - achtergrondzang op de tracks 2, 3, 6, 7 en 10 / zang op track 7
- Shady Calver - zang op de tracks 2, 3, 6, 7 en 10
- Jeroen de Rijk - perscussie op track 4
- Noel McCalla - zang op track 7
- Steve Dawson - bugelsolo op track 2
- Ron Aspery - saxofoon op track 5
- Des Desmier - percussie op track 3
- Gary Moabley, Fairlight op track 2

### Koperblazersectie
- Rearwind Horns

### Koperblaas- en zangarrangementen
- Chris Cameron